# Giovanni Pagogna
Giovanni Pagogna (Belluno, marzo 1980) è uno scrittore italiano.
Appassionato fin da giovanissimo di storia e tattica militare. Attualmente abita in un castello gotico alle pendici delle Dolomiti. Per anni si è occupato di trading online fino a quando, approfittando della crisi dei mercati, ha deciso di condurre una vita molto ritirata nel suo castello e dedicarsi a tempo pieno alla scrittura.
Fa il suo esordio nel 2006 con Le ombre del Dvergarsteinn definito un fantasy a tinte forti, la cui ambientazione cupa e cinica, pur lontana nel tempo e nello spazio, sembra così tristemente figlia dell'attualità.
Nel 2012 inaugura un ciclo, sempre di genere fantasy, intitolato Le Cronache della Corona Nera. In questa opera Pagogna mescola il fantasy classico al romanzo gotico e allo genere sword and sorcery. All'interno dell'opera vi sono forti richiami ai lavori di J. R. R. Tolkien e G.R.R. Martin. L'autore mette molta attenzione nelle descrizioni delle realtà politiche e storiche, dei popoli, delle creature magiche e dei rituali magici dell'universo immaginario in cui si svolgono le vicende narrate ne Le Cronache della Corona Nera creando un fantasy cupo, maturo, sporco e senza censure simile appunto a quello ideato da Martin. Il primo volume del ciclo si intitola Il trono di ombre ed è edito in Italia dalla Rizzoli.

## Opere
- Le ombre del Dvergarsteinn (Autore Libri Firenze, 2006).
- Le Cronache della Corona Nera:
  - Il trono di ombre (Rizzoli, 2012):  È in corso una guerra tra il popolo Eidr (molto simile alle popolazioni barbariche tedesche oltre il Reno) e l'Impero retto dalla famiglia dei Colvian (molto simile all'Impero Romano), tramutandosi in uno scontro di civiltà che spinge molti uomini a trasformarsi in bestie. In questo spietato contesto si introduce la storia dell'ufficiale imperiale Yanvas che con coraggio e fatica conquista finalmente la gloria dopo 20 anni sul campo di battaglia e solo un'ultima missione lo separa dal congedo in una fortezza nei territori appena conquistati insieme alla sua amata promessa sposa, Sylia. Ma sono in atto delle macchinazioni all'interno dell'Impero Colvian che coinvolgono il fratello di Yanvas e il padre di Sylia che vedono uomini come Yanvas come semplici pedina da sacrificare. Il valoroso soldato vedrà presto il mondo di cui aveva conoscenza, sgretolarsi sotto il peso dei complotti che travolgono e non risparmiano le persone a lui più care. Il caos dilaga mentre imperversa una peste e l'Impero rischia di crollare. Yanvas dopo aver perso Sylvia si farà trasformare in una creatura morta, immortale e inarrestabile e in questa condizione cercherà di ottenere vendetta e di difendere la sua patria[1].
- Il guardiano del crepuscolo racconto contenuto nell'antologia Storie di confine (WildBoar edizioni, 2013)
- Il prezzo delle Lacrime (Delos Digital, 2019)
- Il sonno della ragione (Delos Digital, 2020)
- Il cercatore (Delos Digital, 2022)